# Neptunea heros
Neptunea heros – gatunek średnio dużego morskiego ślimaka z rodziny Buccinidae. Drapieżnik, występujący w litoralu mórz w strefie arktycznej. Rozdzielnopłciowy, z rozwojem prostym.

## Systematyka

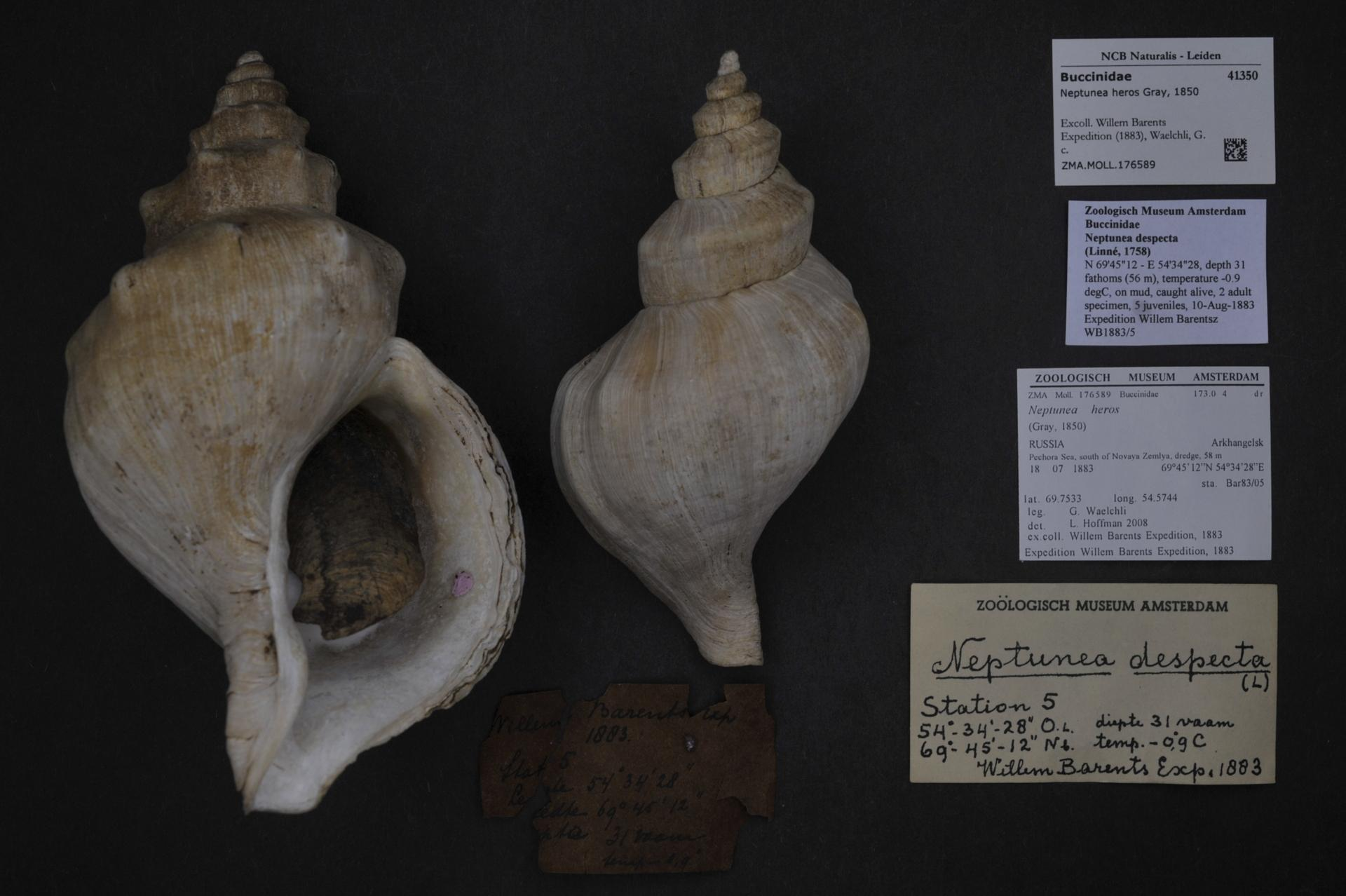
Muszla Neptunea heros

Gatunek opisany przez J.E. Graya w 1850 roku jako Chrysodomus heros. Holotyp zebrał lekarz John Richardson podczas ekspedycji naukowej do Arktyki, w rejonie ujścia rzeki Mackenzie.

### Etymologia nazwy
Epitet gatunkowy (łac. heros – heros, półbóg, bohater) został nadany dla uczczenia wysiłków ekspedycji, która pracując w trudnych warunkach zebrała okazy, a także jako wyraz oceny autora gatunku, który uznał opisywane okazy za najpiękniejsze w tym rodzaju.

## Cechy morfologiczne
Muszle o średniej wielkości, od 60 mm do 175 mm, stożkowato-owalna. Skrętka wzniesiona, jest wyższa niż otwór muszli. Skręty wypukłe, dwa–trzy spośród starszych skrętów są zaopatrzone w kil, położony centralnie na ich powierzchni, na pozostałych występują natomiast nieregularnie rozmieszczone guzki. Wewnętrzna strona ujścia muszli jest biała. Periostrakum białawe, matowe, ma tendencję do oddzielania się od muszli. Pod nim muszla ma kolor żółtawy lub brązowy.  
Ślimaki zaopatrzone w wieczko.
Kapsułki jajowe podłużnie jajowate, powierzchnia jaj ziarnista, głęboko ponakłuwana.

## Występowanie
Przedstawiciele gatunku występują w litoralu Morza Beringa, Morza Beauforta, północno-zachodniego Atlantyku, w wodach przybrzeżnych Kanady.

## Biologia i ekologia

### Zajmowane siedliska
Gatunek zasiedla głębsze partie (poniżej 50 m głębokości) litoralu mórz, jest zimnolubny.

### Odżywianie
Drapieżniki, polują na bentosowe wieloszczety, małże, wąsonogi, w mniejszym stopniu na ślimaki, dziesięcionogi, strzykwy. Mogą zjadać padlinę ryb.

### Rozmnażanie
Rozdzielnopłciowe, stosunek ilościowy osobników obydwu płci w populacjach z Morza Beringa zbliżony do 1:1,12 na korzyść samic. Samice są nieco większe niż samce, co może się wiązać z ich dłuższym życiem. Długość życia – przypuszczalnie ponad 8 lat. Jajorodne. Rozwój prosty (w przeciwieństwie do większości pozostałych gatunków rodziny nie posiadają wolnopływającej larwy). Ślimaki wykluwające się z jaj mają muszle o długości 6–8 mm. Dojrzałość płciową osiągają przy wymiarach muszli: samce – 95 mm, samice – 110 mm. Zapłodnienie wewnętrzne, nasienie jest przechowywane przez samice w pęcherzyku nasiennym. Jaja składane w kokonach jajowych, średnio 34 kapsułki jajowe w kokonie. Kapsułka jajowa zawierać może średnio ok. 3 embrionów, oprócz nich zawiera niedojrzałe oocyty, które służą jako pokarm dla rozwijających się embrionów. Jaja są składane na twardych przedmiotach, skałach.